# 반도정
반도정(板東町)은 도쿠시마현 이타노군에 있던 정이다. 

## 역사
- 1889년 10월 1일 - 정촌제 시행에 수반해 6촌의 구역으로 반도촌이 성립하였다.
- 1915년 11월 10일 - 정으로 승격해 반도정이 되었다.
- 1959년 4월 1일 - 호리에정과 신설합병해 오아사정이 성립, 동일 반도정은 폐지되었다.

## 참고문헌
- 『角川日本地名大辞典 36 徳島県』（1986年 ISBN 4040013603）